# David Sennung
David Sennung, född 24 augusti 1991, är en svensk sprinter tävlande för klubben Ullevi FK. 
David Sennung deltog  vid U23-EM i Ostrava, Tjeckien 2011 tillsammans med Tom Kling Baptiste, Oskar Åberg och Alexander Nordkvist i det svenska korta stafettlaget som blev utslaget i försöken.
Vid EM i Helsingfors 2012 deltog Sennung tillsammans med Tom Kling-Baptiste, Stefan Tärnhuvud och Benjamin Olsson i stafett 4x100 meter men laget blev utslaget i försöken.
Sennung tävlade på 100 meter vid U23-EM 2013 i Tammerfors men slogs ut i försöken. Han sprang även korta stafetten ihop med Benjamin Olsson, Joel Groth och Jan Wocalewsk och laget tog sig till final där man kom på en åttonde och sista plats.

## Personliga rekord
| Utomhus - 100 meter – 10,54 (Skara 6 juni 2013) - 200 meter – 21,70 (Lerum 21 juli 2017) - 200 meter – 21,65 (medvind 3,1 m/s) (Sollentuna 22 juni 2011) | Inomhus - 60 meter – 6,74 (Göteborg 22 februari 2014) |

### Fotnoter
1. ↑  ”Stafett-SM 2009”. ifgota.se. Arkiverad från originalet den 4 mars 2016. https://web.archive.org/web/20160304103354/http://www.ifgota.se/result/Uploaded/stafettsm09.html. Läst 29 maj 2013.
2. ↑  ”Stafett-SM 2015”. smfriidrott.com. Arkiverad från originalet den 24 november 2015. https://web.archive.org/web/20151124055051/http://www.smfriidrott.com/tavling/stafett-sm-2015/resultat. Läst 31 oktober 2015.
3. ↑  ”Stafett-SM 2016”. trackandfield.se. http://www.trackandfield.se/resultat/2016/160528.htm. Läst 1 november 2016.
4. ↑  ”Stafett-SM 2017”. mai.se. http://mai.se/download/Resultatlista_Stafett-SM-2017.pdf. Läst 25 augusti 2017.
5. ↑  ”Stora inne-SM 2015, resultat”. archive.is. Arkiverad från originalet den 22 februari 2015. https://archive.is/20150222161525/http://livetiming.se/track/ism15/. Läst 29 mars 2015.
6. 1 2 3 4 5  ”Personsida på IAAF:s webbplats” (på engelska). iaaf.org. https://www.iaaf.org/athletes/sweden/david-sennung-273789. Läst 5 oktober 2018.
7. ↑  ”European Athletics U23 Championships - Ostrava 2011” (på engelska). european-athletics.org. http://www.european-athletics.org/competitions/european-athletics-u23-championships/history/year=2011/results/index.html. Läst 19 oktober 2017.
8. ↑  ”EM / Helsingfors - liverapport 30 juni”. friidrott.se. 30 juni 2012. Arkiverad från originalet den 30 mars 2017. https://web.archive.org/web/20170330005741/http://www.friidrott.se/live.aspx?id=198&4. Läst 29 mars 2017.
9. ↑  ”European Athletics Championships - Helsinki 2012” (på engelska). european-athletics.org. http://www.european-athletics.org/competitions/european-athletics-championships/history/year=2012/results/index.html. Läst 29 mars 2017.
10. ↑  ”European Athletics U23 Championships - Tampere 2013”. european-athletics.org. http://www.european-athletics.org/competitions/european-athletics-u23-championships/history/year=2013/results/index.html#. Läst 17 oktober 2017.
11. 1 2 3  ”Personsida på European Athletics' webbplats” (på engelska). european-athletics.org. http://www.european-athletics.org/athletes/group=s/athlete=152582-sennung-david/index.html. Läst 5 oktober 2018.

.